# Orgburo del Comitato centrale del Partito bolscevico
L'Orgburo del Comitato centrale del Partito Comunista di tutta l'Unione (bolscevico), in russo Организационное бюро (Оргбюро) ЦК ВКП(б)?, Organizacionnoe bjuro (Orgbjuro) CK VKP(b), lett. Ufficio organizzativo del CC del PCU(b), fu un organismo interno al Comitato centrale del Partito bolscevico, esistente fra il 1919 e il 1952.

## Storia
L'Orgburo, che veniva eletto dal plenum del Comitato centrale, fu istituito nel 1919, inizialmente in una formazione di tre membri, Michail Vladimirskij, Nikolaj Krestinskij e Jakov Sverdlov, ma già due mesi più tardi il CC ridefinì l'organismo, che passò a cinque elementi, tra cui Stalin. L'Ufficio svolgeva un ruolo amministrativo, supervisionava il lavoro dei comitati locali del partito ed aveva il potere di selezionarne i quadri.
Fin dall'inizio si ebbe una sovrapposizione tra Orgburo e Politburo, con diversi importanti membri del PCUS che facevano parte contemporaneamente di entrambi gli organismi (ad esempio Stalin, Molotov, Kaganovič), e l'Ufficio politico aveva il potere di annullare le decisioni di quello organizzativo. Nonostante questo, soprattutto negli anni venti, l'Orgburo riuscì a conservare autonomia e potere.
Con il tempo le funzioni dell'Ufficio organizzativo andarono a coincidere con quelle della Segreteria. Con l'aumentare del potere di questa svuotò di significato il ruolo dell'Orgburo, che venne definitivamente abolito durante la riorganizzazione del PCUS attuata nel 1952.

## Membri
| Elezione         | Membri effettivi | Candidati |
| ---------------- | --- | --- |
| 16 gennaio 1919  | - Michail Vladimirskij - Nikolaj Krestinskij - Jakov Sverdlov | - |
| 25 marzo 1919    | - Aleksandr Beloborodov (fino all'11 ottobre 1919) - Nikolaj Krestinskij - Leonid Serebrjakov - Iosif Stalin - Elena Stasova - Feliks Dzeržinskij (dal 13 agosto 1919) - Lev Kamenev (dal 13 agosto 1919) - Christian Rakovskij (dall'11 ottobre 1919) - Lev Trockij (dall'8 novembre 1919) - Michail Kalinin (dal 29 novembre 1919) | - Matvej Muranov |
| 5 aprile 1920    | - Nikolaj Krestinskij - Evgenij Preobraženskij - Aleksej Rykov - Leonid Serebrjakov - Iosif Stalin | - Feliks Dzeržinskij - Michail Tomskij |
| 16 marzo 1921    | - Nikolaj Komarov (fino al 9 agosto 1921) - Vasilij Michajlov - Vjačeslav Molotov - Aleksej Rykov - Iosif Stalin - Michail Tomskij (fino al 9 agosto 1921) - Emel'jan Jaroslavskij (fino al 9 agosto 1921) - Feliks Dzeržinskij (dal 9 agosto 1921) - Jan Rudzutak (dal 9 agosto 1921) - Pëtr Zaluckij (dal 9 agosto 1921) | - Feliks Dzeržinskij (membro effettivo dal 9 agosto 1921) - Michail Kalinin - Jan Rudzutak (membro effettivo dal 9 agosto 1921) - Pëtr Zaluckij (dal 28 maggio 1921, membro effettivo dal 9 agosto 1921) - Ivan Kutuzov (dal 28 maggio 1921) - Vasilij Šmidt (dal 28 maggio 1921) - Ivan Tuntul (dal 1º marzo 1922) |
| 3 aprile 1922    | - Andrej Andreev - Feliks Dzeržinskij - Valerian Kujbyšev - Vjačeslav Molotov - Aleksej Rykov - Iosif Stalin - Michail Tomskij | - Isaak Zelenskij - Michail Kalinin - Jan Rudzutak |
| 26 aprile 1923   | - Andrej Andreev - Feliks Dzeržinskij - Vjačeslav Molotov - Jan Rudzutak - Aleksej Rykov - Iosif Stalin - Michail Tomskij - Grigorij Zinov'ev (dal 25 settembre 1923) - Lev Trockij (dal 25 settembre 1923) | - Isaak Zelenskij - Michail Kalinin - Vasilij Michajlov - Nikolaj Bucharin (dal 25 settembre 1923) - Ivan Korotkov (dal 25 settembre 1923) |
| 2 giugno 1924    | - Andrej Andreev - Andrej Bubnov - Kliment Vorošilov - Aleksandr Dogadov - Isaak Zelenskij (fino al 20 agosto 1924) - Lazar' Kaganovič - Michail Kalinin - Vjačeslav Molotov - Klavdija Nikolaeva - Aleksandr Smirnov - Iosif Stalin - Nikolaj Uglanov (dal 20 agosto 1924) | - Nikolaj Antipov - Feliks Dzeržinskij - Ivan Lepse - Michail Tomskij - Nikolaj Čaplin - Michail Frunze (morto il 31 ottobre 1925) |
| 1º gennaio 1926  | - Andrej Andreev - Aleksandra Artjuchina - Andrej Bubnov - Aleksandr Dogadov - Grigorij Evdokimov (fino al 9 aprile 1926) - Ėmmanuil Kviring (fino al 17 febbraio 1927) - Stanislav Kosior - Vjačeslav Molotov - Aleksandr Smirnov - Iosif Stalin - Nikolaj Uglanov - Nikolaj Švernik (dal 9 aprile 1926 al 17 febbraio 1927) - Nikolaj Kubjak (dal 17 febbraio 1927) - Moisej Ruchimovič (dal 17 febbraio 1927) - Daniil Sulimov (dal 17 febbraio 1927) | - Ivan Lepse - Vasilij Michajlov - Konstantin Uchanov - Nikolaj Čaplin - Vasilij Šmidt - Semën Lobov (dal 17 febbraio 1927) |
| 19 dicembre 1927 | - Andrej Andreev (fino all'11 aprile 1928) - Aleksandra Artjuchina - Andrej Bubnov - Aleksandr Dogadov - Stanislav Kosior (fino al 12 luglio 1928) - Nikolaj Kubjak - Vjačeslav Molotov - Ivan Moskvin - Moisej Ruchimovič - Aleksandr Smirnov - Iosif Stalin - Daniil Sulimov - Nikolaj Uglanov (fino al 29 aprile 1929) - Karl Bauman (dall'11 aprile 1928) - Lazar' Kaganovič (dal 12 luglio 1928) - Jan Gamarnik (dal 17 novembre 1929)              | - Vasilij Kotov - Ivan Lepse - Semën Lobov - Vasilij Michajlov - Konstantin Uchanov - Nikolaj Čaplin - Vasilij Šmidt - Nikolaj Antipov (dall'11 aprile 1928) - Nikolaj Švernik (dal 17 novembre 1929) |
| 13 luglio 1930   | - Ivan Akulov (fino al 2 ottobre 1932) - Karl Bauman (fino al 2 ottobre 1932) - Andrej Bubnov - Jan Gamarnik - Lazar' Kaganovič - Semën Lobov - Vjačeslav Molotov (fino al 21 dicembre 1930) - Ivan Moskvin - Pavel Postyšev - Iosif Stalin - Nikolaj Švernik | - Aleksandr Dogadov (fino al 2 ottobre 1932) - Aleksandr Kosarëv - Aleksandr Smirnov (fino al 12 gennaio 1933) - Anton Cichon |
| 10 febbraio 1934 | - Jan Gamarnik (morto il 31 maggio 1937) - Nikolaj Ežov - Andrej Ždanov - Lazar' Kaganovič - Sergej Kirov (morto il 1º dicembre 1934) - Aleksandr Kosarëv - Valerian Kujbyšev - Iosif Stalin - Aleksej Steckij - Nikolaj Švernik - Andrej Andreev (dal 10 marzo 1935) - Lev Mechlis (dal 14 gennaio 1938) | - Michail Kaganovič - Aleksandr Krinickij (fino al 12 ottobre 1937) |
| 22 marzo 1939    | - Andrej Andreev - Andrej Ždanov - Lazar' Kaganovič - Georgij Malenkov - Lev Mechlis - Nikolaj Michajlov - Iosif Stalin - Nikolaj Švernik - Aleksandr Ščerbakov | - |
| 18 marzo 1946    | - Georgij Aleksandrov - Vasilij Andrianov - Nikolaj Bulganin - Andrej Ždanov (morto il 31 agosto 1948) - Aleksej Kuznecov (fino al 7 marzo 1949) - Vasilij Kuznecov - Georgij Malenkov - Lev Mechlis - Nikolaj Patoličev (fino al 24 maggio 1947) - Georgij Popov - Michail Rodionov (fino al 7 marzo 1949) - Iosif Stalin - Michail Suslov - Nikolaj Šatalin - Boris Černousov (dal 10 marzo 1949)                                                      | - |